# كريس وولف
كريس وولف (بالألمانية: Chris Wolf)‏ (23 فبراير 1991 في ألمانيا - ) هو لاعب كرة قدم ألماني في مركز الدفاع. لعب مع SpVgg Bayreuth ‏ ونادي إلفرسبيرغ وTSV 1860 Munich II ‏.

## وصلات خارجية
- كريس وولف على موقع قاعدة بيانات كرة القدم.إي يو (الإنجليزية)
- كريس وولف على موقع بيانات كرة القدم. دي إي (الألمانية)
- كريس وولف على موقع عالم كرة القدم.نت (الإنجليزية)